# Cellaria fistulosa
Cellaria fistulosa is een mosdiertjessoort uit de familie van de Cellariidae. De wetenschappelijke naam van de soort werd in 1758 voor het eerst geldig gepubliceerd door Carl Linnaeus.